# Russ Hellickson

Zawodnik Wisconsin Badgers

Russell Owen „Russ” Hellickson (ur. 29 maja 1948 w Madison) – amerykański zapaśnik walczący w stylu wolnym. Srebrny medalista olimpijski z Montrealu 1976 w wadze do 100 kg.
Wicemistrz świata z 1979; trzeci w 1971 i czwarty w 1975. Zdobył trzy złote medale na igrzyskach panamerykańskich, w 1971, 1975 i 1979. Pierwszy w Pucharze Świata w 1978 i drugi w 1973 roku.
Zawodnik Stoughton High School i University of Wisconsin-Madison.
Przez trzynaście lat (1986-1994) był członkiem sztabu szkoleniowego drużyny zapasów Uniwersytetu Wisconsin.